# Fundación Gilberto Alzate Avendaño
La Fundación Gilberto Alzate Avendaño es una entidad cultural adscrita a la Secretaría de Cultura, Recreación y Deporte de Bogotá, que se encuentra ubicada en el centro histórico de Bogotá en el barrio colonial de La Candelaria.
Esta Fundación dedica sus esfuerzos a la promoción de las artes plásticas a través de exposiciones y proyecto artísticos temporales, a la promoción del cine-arte a través de la presentación de ciclos de cine europeo e independiente, a la promoción de las artes escénicas y de la música independiente en Colombia.
Realiza permanente exposiciones de artes plásticas en cuatro salas de exposiciones diferentes dispuestas para ello.
Cuenta con un auditorio con capacidad para más de cuatrocientas personas, en el que realiza más de cuatrocientos eventos artísticos al año, la gran mayoría de carácter gratuito para el público.
Además tiene un escenario adicional denominado "El Muelle" donde presenta propuestas musicales y la tradicional "Peña de Mujeres" que tiene por objetivo resaltar el talento de la mujer cantante y de las poetas colombianas. Ha inclinado su programación musical hacia las músicas modernas. Tiene además el programa de Nite n´Rock con el que ha logrado presentar a diversas agrupaciones colombianas y extranjeras.
Desde enero de 2010 realiza el Festival Centro, el cual ha proyectado para convertirse en la primera fiesta artística del año en el centro de Bogotá.
La Fundación también cuenta con una biblioteca, en la cual se encuentran textos exclusivos sobre la historia política de Colombia, en donde pueden ser consultados aproximadamente diez mil libros, publicaciones de los periódicos más importantes del país entre los años 1935 y 1988, y revistas de los siglos XIX y XX, algunas de las revistas que están en la biblioteca son: Cromos, Semana, Nueva Frontera, entre otras.